# Hugo Ibarra
Hugo Benjamín Ibarra (ur. 1 kwietnia 1974 w El Colorado), były argentyński piłkarz, boczny obrońca.

## Kariera sportowa
Karierę zaczynał w CA Colón. W dorosłym futbolu debiutował w 1993. Piłkarzem Boca Juniors został w 1998. W 2001 odszedł do FC Porto, jednak już po roku wrócił do Buenos Aires. W 2003 ponownie pojawił się w Europie. Sezon 03/04 spędził w AS Monaco (finał Ligi Mistrzów), w następnym grał w Espanyolu. W 2005 po raz trzeci został piłkarzem Boca. Z zespołem z dzielnicy La Boca wielokrotnie zdobywał mistrzostwo Argentyny, czterokrotnie wywalczył Copa Libertadores (2000, 2001, 2003, 2007) oraz Puchar Interkontynentalny w 2000.
W reprezentacji rozegrał 11 spotkań. Brał udział w Copa América 1999 oraz 2007 (srebrny medal).